# Baron Cranworth
Baron Cranworth ist ein erblicher britischer Adelstitel, der zweimal in der Peerage of the United Kingdom verliehen wurde.

## Verleihung
Erstmals wurde am 20. Dezember 1850 der Titel Baron Cranworth, of Cranworth in the County of Norfolk, an den Juristen und liberalen Politiker Sir Robert Rolfe verliehen. Der Titel erlosch bei dessen Tod am 26. Juli 1868.
In zweiter Verleihung wurde der Titel Baron Burton, of Letton and Cranworth in the County of Norfolk, am 28. Januar 1899 für den ehemaligen Unterhausabgeordneten Robert Gurdon neu geschaffen. Heutiger Titelinhaber ist seit 1964 sein Urenkel Philip Gurdon als 3. Baron. Familiensitz der Barone ist Grundisburgh Hall bei Woodbridge in Suffolk.

## Liste der Barone Cranworth

### Barone Cranworth, erste Verleihung (1850)
- Robert Rolfe, 1. Baron Cranworth (1790–1868)

### Barone Cranworth, zweite Verleihung (1899)
- Robert Gurdon, 1. Baron Cranworth (1829–1902)
- Bertram Gurdon, 2. Baron Cranworth (1877–1964)
- Philip Gurdon, 3. Baron Cranworth (* 1940)

Titelerbe (Heir Apparent) ist der Sohn des aktuellen Titelinhabers, Hon. Sacha Gurdon (* 1970).